# Frank Rose
Francis Leslie Rose (27 juin 1909 - 3 mars 1988) est un chimiste britannique.

## Biographie
Francis Leslie Rose (toujours connu sous le nom de Frank Rose) est né à Lincoln le 27 juin 1909, deuxième fils de Frederick Will Rose, commis d'un cabinet d'avocats à Lincoln, et d'Elisabeth Ann Watts. Issu d'une famille comptant de nombreux choristes d'église, il apprend le piano en autodidacte et devient rapidement « accompagnateur en chef ». Il rejoint la chorale de l'église St Martin de Lincoln à l'âge de 6 ans et apprend également à jouer de l'orgue . Rose est plus tard organiste et chef de chœur à Ruskington avant d'aller à l'université.
Rose fréquente la St Faith's Primary School et la Christ's Hospital Continuation School avant d'obtenir une bourse à l'âge de 9 ans à la Lincoln City School. Il est très influencé par le maître de chimie. À 16 ans, il passe un entretien avec le professeur Frederic Kipping, à Nottingham, qui lui propose une place dans les deux ans. Il obtient un diplôme de première classe, en grande partie grâce à la qualité de l'enseignement de Kipping.
Rose reste à Nottingham pour son doctorat, période au cours de laquelle il attire l'attention de la division des colorants d'ICI. Ils veulent de nouveaux types d'intermédiaires pour les colorants azoïques directs, un problème que Rose a résolu en 1932 avec une méthode adaptée à la fabrication à grande échelle . Ce succès l'amène à être recruté cette année-là par ICI. Quatre ans plus tard, la direction décide d'entrer dans le domaine pharmaceutique et Rose y reste jusqu'à sa mort .
Il est élu membre de la Royal Society en 1957. Il remporte leur prix Leverhulme en 1975  et est nommé CBE en 1978. Il reçoit un doctorat honorifique en sciences de l'Université de Loughborough en 1982 .

## Famille
Frank Rose rencontre sa future épouse, Ailsa Buckley, alors qu'ils sont tous les deux à Llandudno en 1930. Ils se marient à Lincoln en 1935. Leur premier enfant, Anne, est morte peu après sa naissance en 1937. Leur fils, Peter, né quatre ans plus tard, s'avère être un bon organiste, mais choisit de devenir géographe. Plus tard, cependant, il part à la St John's College School et s'implique de nouveau dans la musique à la cathédrale.
Francis Leslie Rose est décédé dans sa ville natale le 3 mars 1988. Ses cendres sont dans le jardin du souvenir au crématorium de Macclesfield. Ailsa est décédée en 1999.